# Stejaru, Teleorman
Stejaru là một xã thuộc hạt Teleorman, România. Dân số thời điểm năm 2002 là 2318 người.